# Volvo PV36
Der Volvo PV 36 ist ein vom schwedischen Fahrzeughersteller Volvo von 1935 bis 1938 produzierter Kombinationskraftwagen. Nachdem Volvo bereits 1933 begann, seine Fahrzeuge nach Brasilien zu exportieren, erhielt der Wagen bald den Beinamen „Carioca“.
Auf den ersten Blick ähnelt der von Ivan Örnberg, einem Ingenieur von Hupmobile, entwickelte Wagen äußerlich stark dem Chrysler Airflow. Dies liegt daran, dass Volvo sich in den 1930er und 1940er Jahren viele Designelemente an Fahrzeugen von nordamerikanischen Fabrikaten abgeschaut und diese in seine Fahrzeuge einfließen lassen hat.
Im Inneren des Wagens leistet ein 3,6 Liter-Sechszylindermotor rund 80 PS, zudem ist der Wagen der erste von Volvo produzierte mit einer Vorderrad-Einzelradaufhängung. Der Radstand des Fahrzeugs beträgt 2950 mm.
Da der Wagen mit einem Kaufpreis von etwa 8500 Schwedischen Kronen recht teuer und für die potenzielle Käufer kaum erschwinglich war, wurden weniger als 500 Exemplare des Fahrzeugs produziert. Der letzte Wagen wurde erst kurz vor dem Produktionsende im Herbst 1938 verkauft und in Teheran von der schwedischen Botschaft eingesetzt.

## Technische Daten
Spurweite (vorn/hinten): 1460 mm / 1430 mm

Hubraum: 3670 cm³

Bohrung × Hub: 84.14 × 110 mm

Leistung: 80–84 PS